# Idos

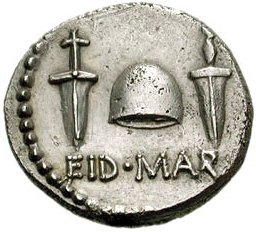

Idos eram, no calendário romano, uma das três divisões dos meses (as outras eram as calendas e nonas). Os idos eram a 15 de Março, Maio, Julho e Outubro, a 13 nos restantes meses. Ficaram célebres os idos de Março do ano 44 a.C., data em que foi assassinado Júlio César às mãos de Brutus e outros conspiradores.